# Chaetonotus sagittarius
Chaetonotus sagittarius är en djurart som tillhör fylumet bukhårsdjur, och som beskrevs av Evans 1992. Chaetonotus sagittarius ingår i släktet Chaetonotus och familjen Chaetonotidae. Inga underarter finns listade i Catalogue of Life.